# Débiaisement
Le débiaisement est la réduction des biais, ceux qui concernent le jugement et la prise de décision en particulier. Le jugement et la prise de décision biaisés, c'est ce qui s'écarte systématiquement de critères objectifs tels que les faits, la logique, un comportement rationnel ou les normes prescriptives. Les jugements et la prise de décision biaisés se manifestent dans des domaines importants tels que la médecine, le droit, la politique et les affaires, ainsi que la vie quotidienne. Les investisseurs individuels, par exemple, ont tendance à conserver des actions en chute trop longtemps et à vendre des actions en augmentation trop rapidement. Les employeurs pratiquent abondamment la discrimination dans l'embauche et les pratiques en matière d'emploi, et de nombreux parents continuent à croire que les vaccins causent l'autisme même s'ils savent que ce lien repose sur des résultats falsifiés. Au niveau individuel, les personnes qui présentent moins de biais décisionnels ont des environnements sociaux plus harmonieux, un risque réduit de recourir à l'alcool et aux drogues, un taux plus faible de délinquance infantile, et des capacités de planification et de résolution des problèmes supérieures.
Le débiaisement peut être à l'origine de l'auteur de la décision. Par exemple, une personne peut apprendre ou adopter de meilleures stratégies pour faire des jugements et des décisions. Le débiaisement peut également se produire en raison de  facteurs externes, tels que l'évolution d'incitations en lien avec une décision ou de la manière dont est prise la décision.
Il existe trois approches générales pour débiaiser le jugement et la prise de décision, et les erreurs coûteuses avec lesquelles les jugements et les prises de décision biaisés sont associés : la modification des incitations, le nudge, et la formation. Chaque approche a ses forces et faiblesses. Pour plus de détails, voir les travaux de Morewedge et de ses collègues (2015).

## Grandes approches

### Incitations
Modifier des incitations peut être un moyen efficace de débiaiser les jugements et la prise de décision. Cette approche est généralement fondée sur des théories économiques suggérant que les personnes agissent dans leur propre intérêt en cherchant à maximiser leur utilité au cours de leur vie. Beaucoup de biais de prise de décision peuvent se produire tout simplement parce qu'ils sont plus coûteux à éliminer qu'à ignorer Rendre les gens plus responsables de leurs décisions (en augmentant les incitations), par exemple, peut accroître la mesure dans laquelle ils investissent des ressources cognitives dans la prise de décision, ce biaise moins cette dernière lorsque les gens ont une idée de la façon dont la décision doit être prise. Toutefois, "biais" peut ne pas être le terme approprié pour ces types d'erreurs de prise de décision. Ces erreurs de stratégie se produisent tout simplement parce que les efforts nécessaires pour les éviter dépassent les avantages de leur évitement. Si une personne fait un choix sous-optimal fondé sur un biais, alors les incitations peuvent exacerber le problème. Une incitation dans ce cas peut simplement conduire une personne à accomplir le comportement sous-optimal avec plus d'enthousiasme.
Les incitations peuvent être calibrées pour modifier les préférences vers un comportement plus bénéfique. Les baisses de prix des aliments sains augmentent leur consommation dans les cafétérias des écoles, et les taxes sur les sodas semblent réduire la consommation de ces boissons par le public. Souvent, pour changer leurs propres comportements, des gens sont prêts à recourir à des incitations via un dispositif d'engagement. Des acheteurs, par exemple, s'étaient montrés prêts à renoncer à une remise sur des articles alimentaires sains si ceux-ci n'avaient pas augmenté le pourcentage d'aliments sains dans leur panier d'achats.
Les incitations peuvent s'avérer contre-productives quand elles sont mal calibrées ou sont plus faibles que les normes sociales qui empêchent les comportements indésirables. De grandes incitations peuvent aussi amener les gens à se sentir fortement sous pression.

### Nudges
Les nudges, changements dans la présentation de l'information ou dans la manière par laquelle les jugements et les décisions sont élaborés, est un autre moyen de débiaisement. Les gens peuvent choisir des aliments plus sains s'ils sont mieux en mesure de comprendre leur valeur nutritionnelle, et peuvent choisir un repas à plus faible teneur calorique si on leur demande clairement s'ils aimeraient réduire la taille de leur accompagnement. D'autres exemples de nudges consistent à changer l'option par défaut qui sera automatiquement affectée aux gens si ceux-ci ne choisissent pas d'option alternative, à limiter la dose de soda qu'ils peuvent se servir, ou à inscrire automatiquement des employés dans un programme d'épargne-retraite.

### Formation
La formation peut effectivement débiaiser les décideurs sur le long terme,. À ce jour, les universitaires et les décideurs politiques ont accordé moins d'attention à la formation qu'aux incitations et aux nudges, parce que les efforts de formation au débiaisement ont abouti à des résultats mitigés (voir Fischhoff, 1982, Kahneman et al.). Les décideurs pourraient efficacement réduire leurs biais grâce à la formation dans des domaines spécifiques. Par exemple, les experts peuvent être formés pour faire de très bonnes décisions lors de la prise de décision, ce qui implique de reconnaître des modèles et d'appliquer des réponses appropriées dans des domaines tels que la lutte contre les incendies, les échecs, ou encore les prévisions météorologiques. Une preuve plus générale du débiaisement dans divers domaines et face à différents types de problèmes n'avait cependant pas été découverte jusqu'à très récemment. La raison de l'absence de débiaisement applicable à tous les domaines avait été attribuée au fait que les experts échouaient à reconnaître les "structures profondes" sous-jacentes aux problèmes prenant des formats différents et concernant des domaines divers. Les météorologistes sont par exemple en mesure de prédire la pluie avec une grande précision, mais ils montent le même excès de confiance dans leurs réponses à des questions de culture générale que les autres personnes. Une exception a été la formation des diplômés dans les domaines scientifiques fortement tributaires des statistiques, telles que la psychologie.
En 2015, les expériences menées par Morewedge et ses collègues ont montré que des jeux interactifs sur ordinateur et des vidéos instructives peuvent entraîner à long terme un débiaisement à un niveau général. Dans une série d'expériences, la formation sur ordinateur à l'aide de jeux interactifs fournissant aux joueurs des conseils personnalisés, des stratégies d'atténuation, et un moyen de s'exercer, a immédiatement permis une réduction de six biais cognitifs de plus de 30% et de plus de 20% trois mois plus tard. Les biais ayant été réduits sont l'effet d'ancrage, la tache aveugle, le biais de confirmation, l'erreur fondamentale d'attribution, le biais de projection et le biais de représentativité.

## Stratégies parfois efficaces

### Incitations
- Payer des gens pour un comportement optimal via des primes ou en offrant des réductions (par exemple, pour leur faire faire de l'exercice, prendre leurs médicaments, ou se débarrasser de leur véhicule polluant grâce à des "primes à la casse")[17].
- Taxer les gens pour leurs comportements sous-optimaux (par exemple, boire des sodas ou fumer du tabac).

### Nudges
- Utiliser les options par défaut pour pousser les gens vers des décisions optimales pour leur bien-être ou celui de la société en général.
- Les dispositifs d'accompagnement qui rendent plus coûteux le fait de prendre des décisions sous-optimales (par exemple, Schwartz et coll., 2014).
- Recadrer les options de choix de façon à rendre visibles les attributs importants. Mettre une étiquette "25% de matières grasses" sur une viande de hamburger peut par exemple rendre les gens plus sensibles à la teneur en matières grasses que le fait de dire qu'elle n'est pas faite de matières grasses à 75%.
- Présenter l'information dans des formats qui rendent les informations essentielles plus faciles à évaluer, telles que l'affichage des valeurs nutritives à l'aide d'un système de "feux de circulation", allant du rouge au vert.

### Formation
- Fournir des conseils personnalisés sur l'orientation et le degré auquel les gens présentent des biais.
- Enseigner une stratégie les invitant à "considérer l'alternative", comme la prise en compte d'une cause plausible alternative à celle que l'individu soupçonne[18].
- Enseigner aux gens le raisonnement statistique et les règles normatives qu'ils ignorent.
- Encourager les gens à adopter le point de vue d'une personne qui subira les conséquences de leur décision peut réduire leurs biais. Les participants à qui l'on a montré une image "transformée" de leur visage qui visait à les représenter à l'âge de la retraite étaient plus susceptibles d'économiser de l'argent pour l'avenir plutôt que de choisir d'en jouir dans le présent[19].

## Voir également
- Atténuation des biais cognitifs
- Modification des biais cognitifs
- Vulnérabilité cognitive